# Julius Shulman

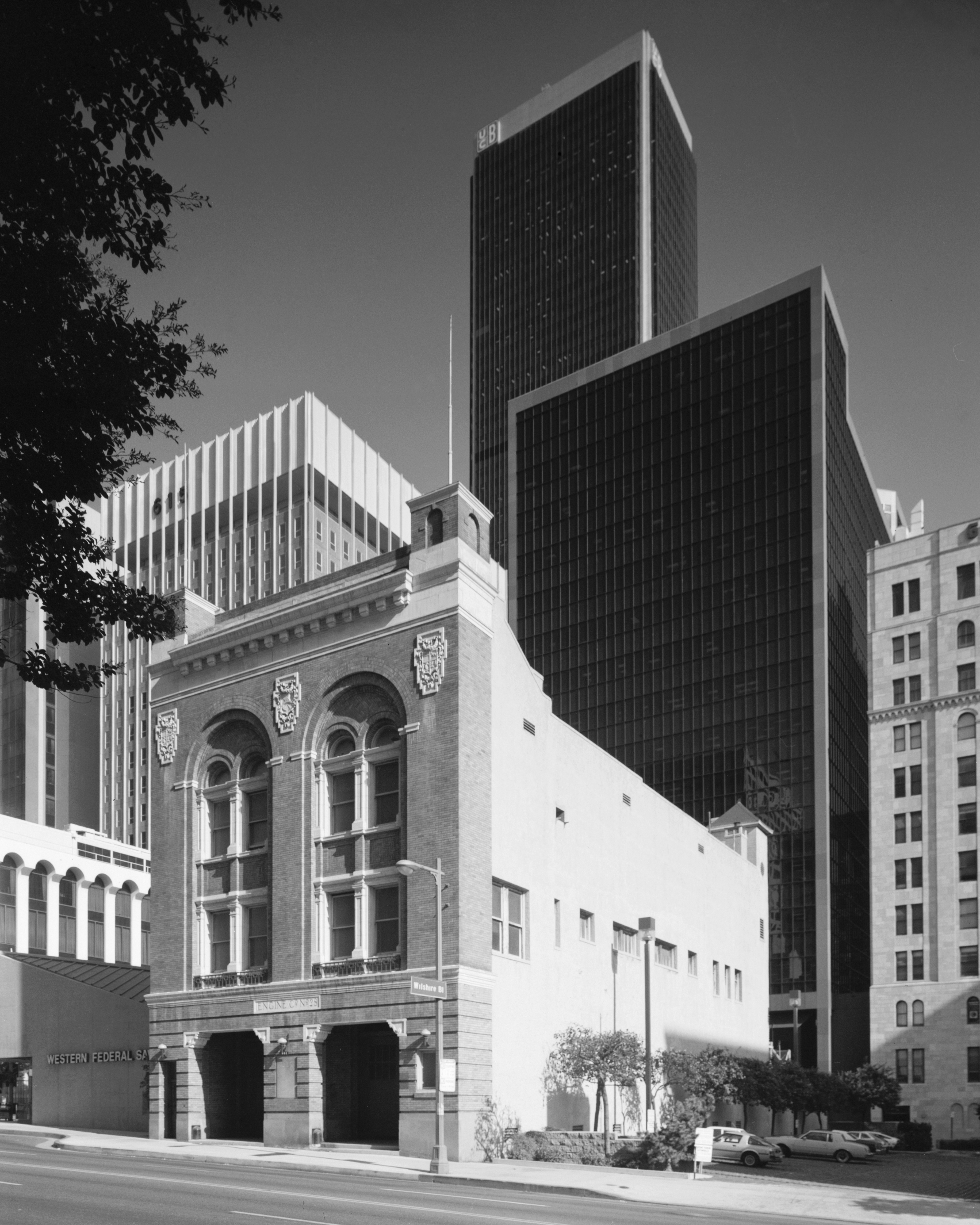
Julius Shulman: Požární stanice č. 28, Los Angeles

Julius Shulman (10. října 1910 New York - 15. července 2009 Los Angeles) byl americký fotograf. Je známý jako fotograf architektury, zejména pracoval s některými z nejproslulejších architektů Kalifornie jako byli například Gregory Ain, John Lautner, Richard Neutra, Pierre Koenig nebo Rudolf Schindler. Oslavoval svými díly americký architektonický modernismus.

## Život a dílo
Jeho nejznámějším snímkem se stal Case Study House #22, Los Angeles, 1960. Pierre Koenig, Architect.
I přes mnoho vydaných knih, zorganizovaných výstav a osobních vystoupení, začala být jeho práce všeobecně uznávána teprve na začátku 90. let. Rozsáhlou sbírku jeho obrazů vlastní Getty Center v Los Angeles.

## Galerie

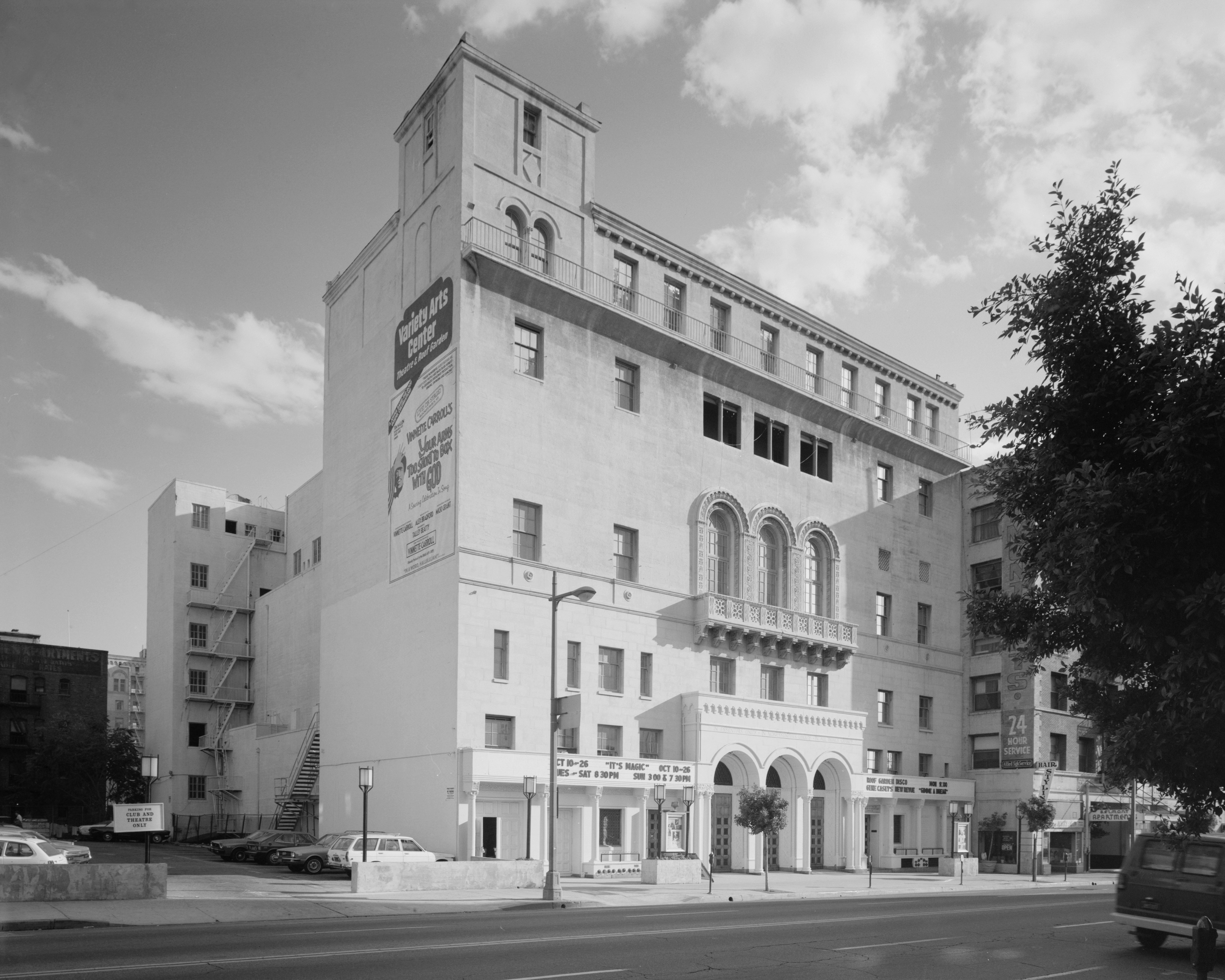
Friday Morning Club, Los Angeles
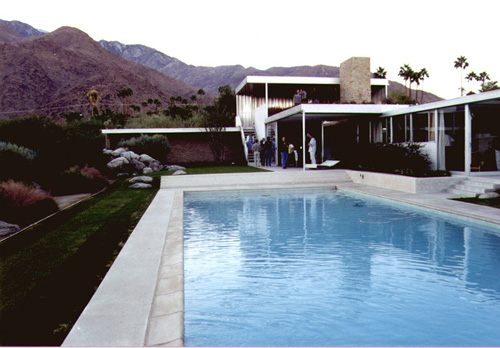
Kaufman House Palm Springs

## Ocenění
- 1999, Aplikovaná fotografie Infinity Awards